# Col·lapse d'una societat
El col·lapse societari és la fi més o menys abrupta, o la desaparició, d'una cultura, a diferència del declivi o absorció gradual pròpia d'alguns pobles històrics. Una societat a la qual es considera que ha patit un col·lapse pot desaparèixer o tornar a la cultura o política, per exemple, d'un període anterior. Alguns factors que provoquen el col·lapse poden ser mediambientals; com el canvi climàtic, un desastre natural o períodes perllongats de mala collita, que poden fer disminuir dràsticament les possibilitats d'una comunitat i portar a la seva extinció; una epidèmia massiva; una invasió per part d'una altra civilització (el motiu més freqüent) o una revolució interna que canvia totalment la cultura, usualment per dominar un territori o per la seva gestió. L'aïllament i la sobrepoblació (malthusianisme) poden ser acceleradors del col·lapse.